# Дарабань (Констанца)
Дарабань, Дарабані (рум. Darabani) — село у повіті Констанца в Румунії. Адміністративно підпорядковане місту Негру-Воде.
Село розташоване на відстані 189 км на схід від Бухареста, 50 км на південний захід від Констанци.

## Населення
За даними перепису населення 2002 року у селі проживали 772 особи, з них 769 осіб (99,6%) румунів. Рідною мовою 771 особа (99,9%) назвала румунську.